# Isabella von Angoulême

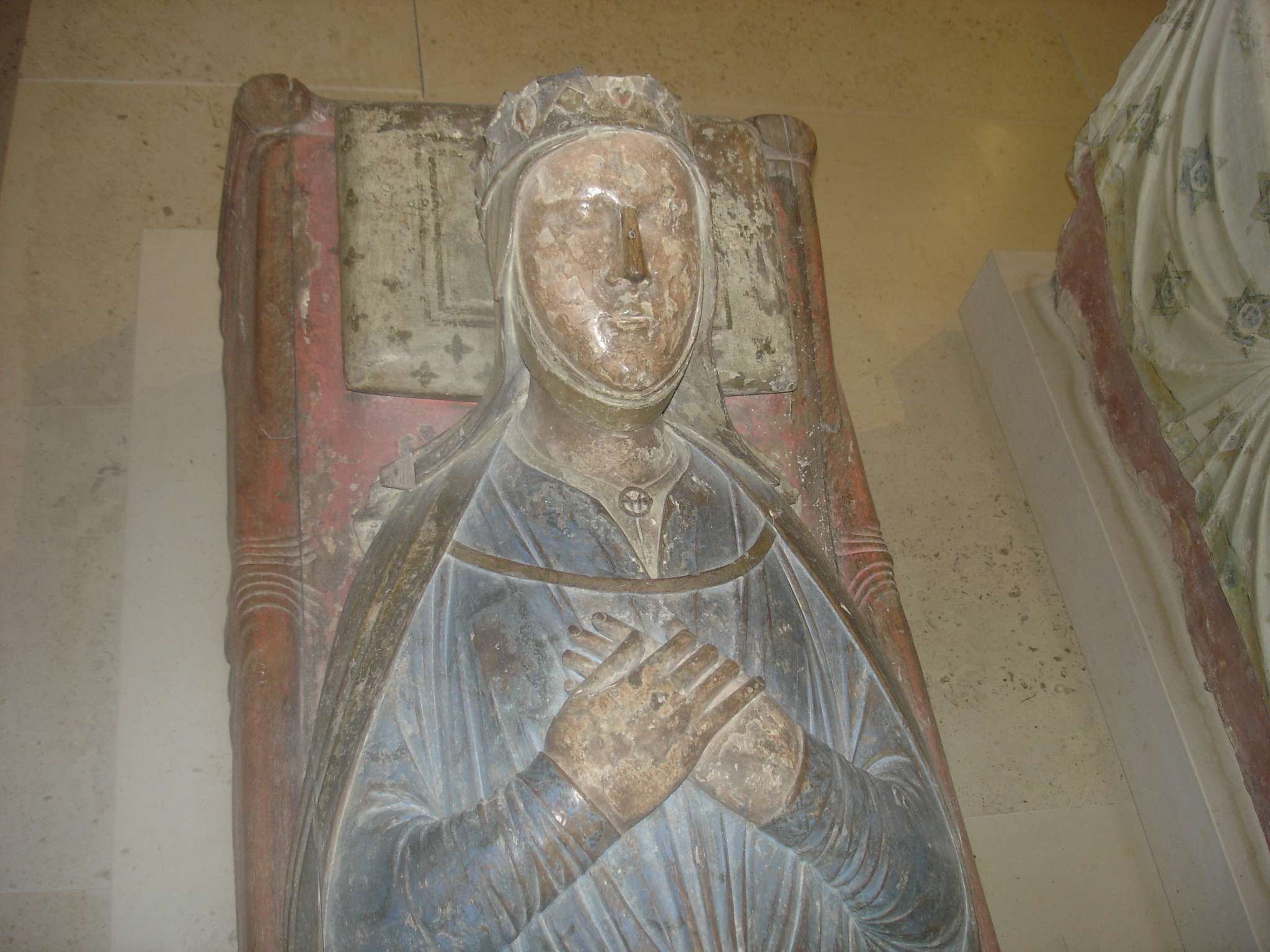
Isabella von Angoulême, Grabmal (Detail) in der Abteikirche von Fontevraud

Isabella von Angoulême (französisch Isabelle d’Angoulême; * um 1188; † 4. Juni 1246 in der Abtei Fontevrault) war ab 1202 aus eigenem Recht Gräfin von Angoulême und von 1200 bis 1216 als zweite Gattin Johann Ohnelands Königsgemahlin von England. In zweiter Ehe heiratete sie 1220 den Grafen Hugo X. von Lusignan.
Aufgrund ihrer nach der Aussage von Zeitzeugen außergewöhnlichen Schönheit und ihrer historischen Rolle wird sie bisweilen Helena des Mittelalters genannt. Ihr Leben weist einige Parallelen zur mythischen Figur Helena auf.

## Leben

### Abstammung
Isabella entstammte der südwestfranzösischen Adelsfamilie Taillefer. Sie war das einzige Kind und die Erbin des Grafen Aymar Taillefer von Angoulême († 1202) und dessen Ehefrau Alix von Courtenay († 1218). Über ihre Mutter war sie eine Urenkelin des französischen Königs Ludwig VI.

### Königin von England

#### Hochzeit mit Johann
Im Alter von etwa erst zwölf Jahren wurde Isabella von Angoulême im Frühjahr 1200 mit dem gut zwanzig Jahre älteren Hugo IX. von Lusignan, Graf von La Marche, verlobt. Doch der englische König Johann Ohneland, der als Herzog von Aquitanien der Lehnsherr sowohl der Lusignans als auch der Grafen von Angoulême war, ließ kurz nach seiner Thronbesteigung seine erste Ehe mit Isabel von Gloucester annullieren und vermählte sich selbst am 24. August 1200 in Angoulême mit Isabella von Angoulême. Laut einigen Chronisten soll Johann diesen Schritt aus Liebe auf den ersten Blick zu dem 20 Jahre jüngeren Mädchen unternommen haben. Wahrscheinlich erfolgte die Heirat wohl vor allem aus politischen Gründen. Isabellas Vater besaß eine reiche und strategisch wichtige Grafschaft zwischen Bordeaux und Poitiers, die beide dem englischen König gehörten. Durch die Heirat mit Isabella, der Erbin von Angoulême, hätte Hugo IX. von Lusignan, dem Johann kurz zuvor die benachbarte Grafschaft La Marche zugesprochen hatte, ein geschlossenes Territorium erworben, wodurch die Stellung der Plantagenet-Könige gefährdet worden wäre. Um dies zu verhindern, beanspruchte Johann Isabella selbst. Nach ihrer Hochzeit reisten Johann und seine junge Gemahlin nach Chinon und weiter nach England, wo Isabella am 8. Oktober 1200 von Erzbischof Hubert Walter in der Westminster Abbey in London zur Königin gekrönt wurde. Im Mai 1201 begleitete sie Johann auf einer Reise in die Normandie.

#### Zwist mit Frankreich
Die Lusignan-Familie hatte jedoch inzwischen gegen Isabellas Ehe Einspruch erhoben und Johann des Brautraubes beschuldigt. Hilfesuchend wandte sie sich an den französischen König Philipp II., der wiederum der Lehnsherr König Johanns für dessen französische Besitzungen war, zu denen auch Aquitanien gehörte. Philipp II. war seine gesamte Regierungszeit darum bemüht, die Macht der Plantagenets und ihres Angevinischen Reiches in Frankreich zu brechen. Zu Lebzeiten von König Richard Löwenherz, Johanns älterem Bruder, war er dabei jedoch unterlegen gewesen. Die Klage der Lusignans bot Philipp II. nun die Möglichkeit für ein rechtliches Vorgehen gegen die Plantagenets. Zuerst wurde bei einem persönlichen Treffen des französischen und englischen Königs ein Kompromiss gefunden. Johann wollte nun aber hart gegen seinen widerspenstigen Vasallen Hugo IX. von Lusignan einschreiten, woraufhin sich dieser erneut an Philipp II. wandte. Als Johann im Frühjahr 1202 eine Vorladung vor das vom französischen König nach Paris einberufene Hofgericht ignorierte, wurde er in einem Versäumnisurteil aller Lehen in Frankreich für verlustig erklärt. Philipp II. ließ nun Johanns französische Besitzungen angreifen. In diesem Französisch-Englischen Krieg verlor Johann bis 1204 die Normandie und einen Großteil seiner französischen Besitzungen.  Auch Johanns aquitanische Vasallen sagten sich von ihm los und unterstellten sich dem französischen König.

#### Politische Bedeutung
Der König versprach seiner Frau als Morgengabe Besitzungen im Anjou und im Poitou, darunter die Herrschaften Niort, Saintes und sechs weitere Städte. Nach dem Tod von Johanns Mutter Eleonore von Aquitanien 1204 versprach er Isabella das Wittum seiner Mutter, das Besitzungen in der kurz danach verlorenen Normandie, aber auch die Städte Exeter, Wilton, Ilchester und Malmesbury, die Honour von Berkhamstead sowie Güter bei Waltham in Essex sowie das County Rutland mit Rockingham Castle umfasste. Tatsächlich blieben diese Besitzungen zu Lebzeiten Johanns unter seiner Kontrolle. Die Kosten ihres Hofstaats wurden durch unregelmäßige Zahlungen des Königs beglichen, dazu die Einkünfte aus dem Queen's gold, einer Zulage, die die Krone auf Strafgelder erheben durfte. Johann Ohneland soll anfangs mit seiner schönen jungen Gemahlin so viel Zeit verbracht haben, dass er darüber die Staatsgeschäfte vernachlässigte. Nach 1205 begleitete Isabella Johann, der ohne festen Regierungssitz durch sein Reich reiste, nur noch selten. Aus ihrer Ehe mit Johann gebar sie ab 1207 fünf Kinder, die alle das Erwachsenenalter erreichten. Obwohl einige zeitgenössische Chronisten von gegenseitigen Beschuldigungen und Untreue zwischen Johann und Isabella berichten, ist eine Untreue von ihr nicht belegbar. Johann selbst hatte weitere Geliebte, wobei er bis zu seinem Tod Isabella vertraute. 1214 begleitete sie Johann in das Poitou, wo der König das Erbe seines Schwiegervaters behaupten konnte. Während des folgenden ersten Kriegs der Barone in England blieb sie in Westengland in relativer Sicherheit.

#### Witwenschaft
Nach dem Tod von Johann im Oktober 1216 erhielt Isabella schließlich Zugriff auf ihre Besitzungen, die sie nun als Wittum erhielt. Zugunsten des Seelenheils ihres verstorbenen Mannes machte sie den Klöstern Malmesbury und St Nicholas in Exeter Stiftungen. Bis zu ihrem Tod führte sie weiterhin den Titel Königin von England und verwendete ihr königliches Siegel, doch anscheinend war sie am Regentschaftsrat, der für ihren unmündigen Sohn Heinrich die Regierung führte, unbeteiligt. Dazu wurde ihr der Besitz von Rockingham und Exeter Castle, die sie als Teil ihrer Besitzungen sah, verwehrt, ebenso die Zahlung von 3500 Mark, die ihr der König noch versprochen hätte. Daraufhin verließ sie im Juli 1217 ohne ihre Kinder England und kehrte nach Südwestfrankreich zurück. Dort konnte sie in ihrer ererbten Grafschaft Angoulême gegen den Widerstand der von ihrem verstorbenen Gemahl 1214 eingesetzten Verwaltungsbeamten bis 1220 ihre Herrschaft durchsetzen.

### Gräfin von Lusignan

#### Hochzeit mit Hugo X. von Lusignan
Ohne wie vorgeschrieben die Zustimmung der englischen Regierung einzuholen, heiratete Isabella im April oder Mai 1220 den ältesten Sohn ihres ehemaligen Verlobten, Hugo X. von Lusignan, Graf von La Marche, der zwischenzeitlich mit ihrer eigenen ältesten Tochter aus erster Ehe, Johanna, verlobt worden war. Dafür wurde Johanna 1221 die Gemahlin des schottischen Königs Alexander II. Obwohl sie unter der Untreue ihres zweiten Gatten litt, gebar Isabella ihm neun Kinder, von denen ihr ältester Sohn als Hugo XI. seinem Vater 1249 als Graf von La Marche und Angoulême folgen sollte.

#### Krieg mit England
Der englische Regentschaftsrat hatte keine Handhabe gehabt, um die Heirat der Königinwitwe zu verhindern. Als Graf Hugo nun im Namen seiner Frau nicht nur Niort und Saintes in Frankreich, sondern auch die englischen Besitzungen ihres Wittums forderte, musste die englische Regierung ihm auch die Einkünfte aus diesen Besitzungen gewähren. Dennoch kam es wegen der Besitzungen bald zum Streit. Bereits 1221 wurden die englischen Besitzungen Isabellas kurzzeitig besetzt und während des Französisch-Englischen Kriegs im Juni 1224 beschlagnahmt, als Graf Hugo sich mit dem französischen König Ludwig VIII. verbündet und so den Franzosen den Zugriff auf das Poitou ermöglicht hatte. Erst nach Kriegsende 1226 versöhnte sich Graf Hugo wieder mit der englischen Regierung. Während des erfolglosen Frankreichfeldzugs von Heinrich III. sah dieser 1230 nach über zwölf Jahren erstmals seine Mutter wieder.

#### Zwist mit der französischen Königsfamilie
Isabella, die sich mit ihrem Abstieg in der aristokratischen Hierarchie vom Rang einer Königin zu demjenigen einer bloßen Gräfin nur schwer abfinden konnte, hatte auf die französische Königinwitwe Blanka von Kastilien einen tiefen Hass. Alfons von Poitiers, der jüngere Bruder König Ludwigs IX., wurde am 24. Juni 1241 auf einem Hoftag in Saumur mit der Grafschaft Poitou und weiteren Territorien belehnt. Im darauffolgenden Juli hatten Hugo X. von Lusignan und seine Gattin Alfons in Poitiers in Anwesenheit Ludwigs IX. die Lehnstreue zu schwören. Isabella fühlte sich bei dieser Gelegenheit vom König und insbesondere der Königinwitwe Blanka öffentlich brüskiert. Als daher Hugo X. anschließend Ludwig IX. und Alfons zuvorkommend in seine Burg Lusignan einlud, machte Isabella ihrem Gatten nach der Abreise der Gäste wegen dieser Unterwerfungsgeste bittere Vorwürfe. Auf ihre Initiative soll es zurückgehen, dass Hugo X. Vorbereitungen für eine Erhebung gegen den französischen König traf und zu diesem Zweck ein Bündnis mit Heinrich III. von England aushandelte, dem auch Graf Raimund VII. von Toulouse und andere unzufriedene Magnaten Poitous beitraten. Ein mitentscheidender Faktor war jedenfalls, dass die Oberherrschaft der französischen Krone im Poitou drückender als die früher von den Plantagenets ausgeübte empfunden wurde.

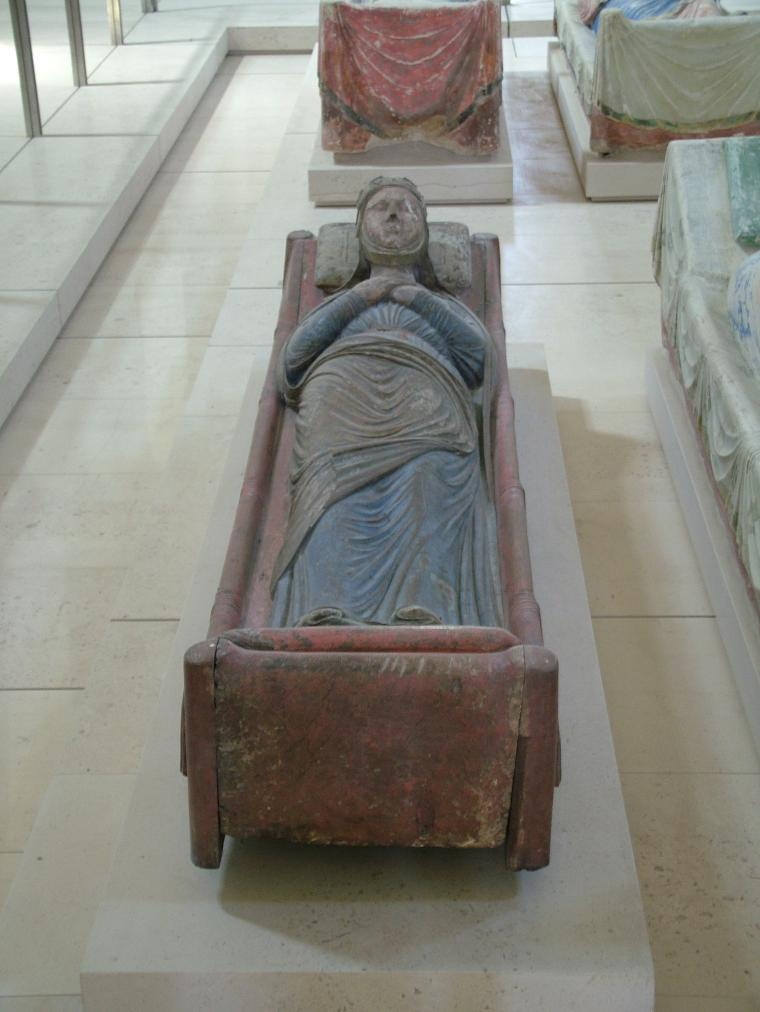
Isabellas Grab in Fontevrault

Zu Weihnachten 1241 reisten Hugo X. und Isabella an den Hof Alfons’ von Poitiers, kündigten ihm mit scharfen Worten den Lehnseid auf und bahnten sich mit ihren Soldaten den Fluchtweg durch Alfons’ Truppen. Einige Monate später setzte der englische König nach Frankreich über und wurde am 13. Mai 1242 bei seiner Landung in Royan von seiner Mutter Isabella empfangen. Unterdessen rückte Ludwig IX. mit seinen Streitkräften heran. Wahrscheinlich in diese Zeit ist ein Bericht des französischen Chronisten Guillaume de Nangis zu setzen, laut dem Isabella zwei Köche bestochen haben soll, den französischen König zu vergiften. Dies hätten die Köche nach der Entdeckung ihres Komplotts gestanden und seien gehängt worden. Als Isabella vom Scheitern ihres Attentats erfahren habe, sei sie so wütend geworden, dass sie sich zuerst erstechen habe wollen und, nachdem ihr das Messer entwunden worden sei, längere Zeit vor Ärger ernsthaft krank gewesen wäre.

#### Bruch mit Heinrich III.
Heinrich III. von England wurde von den Franzosen am 21. Juli 1242 in der Schlacht bei Taillebourg geschlagen und erlitt am Tag darauf gemeinsam mit Hugo X. von Lusignan bei Saintes erneut eine Niederlage. Der englische König hielt daraufhin dem verbündeten Grafen von La Marche vor, dass dieser eine effektivere militärische Unterstützung versprochen habe, doch Hugo X. wies die Beschuldigung mit der Behauptung zurück, dass nicht er, sondern seine Gattin die Initiatorin der antifranzösischen Allianz gewesen sei. Am 26. Juli begab sich Hugo X. mit Isabella und seinen Kindern zu Ludwig IX. und bat demütig um Verzeihung, die ihm gewährt wurde. Auch von anderen Verbündeten im Stich gelassen, zog Heinrich III. sich hingegen nach England zurück.

#### Politischer Rückzug und Vermächtnis
Das Scheitern seiner Ambitionen führte dazu, dass Hugo von Lusignan 1243 seine Besitzungen unter seinen Söhnen aufteilte. Isabella zog sich in die Abtei Fontevrault zurück, die eng mit der Familie ihres ersten Mannes verbunden war. Dort starb sie 1246 im Alter von etwa 58 Jahren. Auf ihrem Sterbebett trat sie noch als Nonne in das Kloster ein. Sie wurde zunächst im Kapitelhaus beigesetzt. Obwohl ihr Verhältnis zu ihrem Sohn Heinrich III. durch ihre Flucht aus England 1220 und den Verrat ihres Mannes 1242 belastet war, betrauerte dieser ihren Tod. Er ließ zu ihrem Andenken in Malmesbury und Winchester Kapellen errichten und tätigte Stiftungen zu ihren Gunsten. Auf Einladung des Königs reisten 1247 mehrere ihrer Kinder aus ihrer zweiten Ehe nach England, wo ihr Halbbruder sie herzlich empfing und ihnen Ländereien und andere Geschenke übergab. Vor allem in den 1250er Jahren waren sie als Lusignans bei ihren Gegnern in England berüchtigt. 1254 besuchte Heinrich III. Fontevrault, wo er persönlich die Umbettung des Leichnams seiner Mutter in die Abteikirche überwachte. Dort wurde sie neben den Sarkophagen seiner Vorfahren Heinrich II. Plantagenet und Eleonore von Aquitanien erneut beigesetzt. Ihr Grabbildnis, eine als Holzskulptur gefertigte Liegefigur, ist noch heute in der Abteikirche zu besichtigen.

## Vorfahren
| Vulgrin II. von Angoulême | Vulgrin II. von Angoulême | Vulgrin II. von Angoulême | Vulgrin II. von Angoulême | Vulgrin II. von Angoulême           | Vulgrin II. von Angoulême           |                                     |                                     | Pontia dela Marche de la Marche     | Pontia dela Marche de la Marche     | Pontia dela Marche de la Marche | Pontia dela Marche de la Marche | Pontia dela Marche de la Marche | Pontia dela Marche de la Marche |                               |                               | Raimund I. von Turenne        | Raimund I. von Turenne        | Raimund I. von Turenne | Raimund I. von Turenne | Raimund I. von Turenne | Raimund I. von Turenne |                       |                       | Mathilde du Perche    | Mathilde du Perche    | Mathilde du Perche | Mathilde du Perche | Mathilde du Perche     | Mathilde du Perche |  |  | Ludwig VI. von Frankreich | Ludwig VI. von Frankreich | Ludwig VI. von Frankreich | Ludwig VI. von Frankreich | Ludwig VI. von Frankreich | Ludwig VI. von Frankreich |                        |                        | Adelheid von Maurienne | Adelheid von Maurienne | Adelheid von Maurienne | Adelheid von Maurienne | Adelheid von Maurienne | Adelheid von Maurienne |                    |                    | Rainald von Courtenay | Rainald von Courtenay | Rainald von Courtenay | Rainald von Courtenay | Rainald von Courtenay   | Rainald von Courtenay   |                         |                         | Helvis von Donjon       | Helvis von Donjon       | Helvis von Donjon | Helvis von Donjon | Helvis von Donjon | Helvis von Donjon |
| Vulgrin II. von Angoulême | Vulgrin II. von Angoulême | Vulgrin II. von Angoulême | Vulgrin II. von Angoulême | Vulgrin II. von Angoulême           | Vulgrin II. von Angoulême           |                                     |                                     | Pontia dela Marche de la Marche     | Pontia dela Marche de la Marche     | Pontia dela Marche de la Marche | Pontia dela Marche de la Marche | Pontia dela Marche de la Marche | Pontia dela Marche de la Marche |                               |                               | Raimund I. von Turenne        | Raimund I. von Turenne        | Raimund I. von Turenne | Raimund I. von Turenne | Raimund I. von Turenne | Raimund I. von Turenne |                       |                       | Mathilde du Perche    | Mathilde du Perche    | Mathilde du Perche | Mathilde du Perche | Mathilde du Perche     | Mathilde du Perche |  |  | Ludwig VI. von Frankreich | Ludwig VI. von Frankreich | Ludwig VI. von Frankreich | Ludwig VI. von Frankreich | Ludwig VI. von Frankreich | Ludwig VI. von Frankreich |                        |                        | Adelheid von Maurienne | Adelheid von Maurienne | Adelheid von Maurienne | Adelheid von Maurienne | Adelheid von Maurienne | Adelheid von Maurienne |                    |                    | Rainald von Courtenay | Rainald von Courtenay | Rainald von Courtenay | Rainald von Courtenay | Rainald von Courtenay   | Rainald von Courtenay   |                         |                         | Helvis von Donjon       | Helvis von Donjon       | Helvis von Donjon | Helvis von Donjon | Helvis von Donjon | Helvis von Donjon |
|                           |                           |                           |                           |                                     |                                     |                                     |                                     |                                     |                                     |                                 |                                 |                                 |                                 |                               |                               |                               |                               |                        |                        |                        |                        |                       |                       |                       |                       |                    |                    |                        |                    |  |  |                           |                           |                           |                           |                           |                           |                        |                        |                        |                        |                        |                        |                        |                        |                    |                    |                       |                       |                       |                       |                         |                         |                         |                         |                         |                         |                   |                   |                   |                   |
|                           |                           |                           |                           | Wilhelm VI. Taillefer von Angoulême | Wilhelm VI. Taillefer von Angoulême | Wilhelm VI. Taillefer von Angoulême | Wilhelm VI. Taillefer von Angoulême | Wilhelm VI. Taillefer von Angoulême | Wilhelm VI. Taillefer von Angoulême |                                 |                                 |                                 |                                 |                               |                               |                               |                               |                        |                        | Margarete von Turenne  | Margarete von Turenne  | Margarete von Turenne | Margarete von Turenne | Margarete von Turenne | Margarete von Turenne |                    |                    |                        |                    |  |  |                           |                           |                           |                           | Peter I. von Courtenay    | Peter I. von Courtenay    | Peter I. von Courtenay | Peter I. von Courtenay | Peter I. von Courtenay | Peter I. von Courtenay |                        |                        |                        |                        |                    |                    |                       |                       |                       |                       | Elisabeth von Courtenay | Elisabeth von Courtenay | Elisabeth von Courtenay | Elisabeth von Courtenay | Elisabeth von Courtenay | Elisabeth von Courtenay |                   |                   |                   |                   |
|                           |                           |                           |                           | Wilhelm VI. Taillefer von Angoulême | Wilhelm VI. Taillefer von Angoulême | Wilhelm VI. Taillefer von Angoulême | Wilhelm VI. Taillefer von Angoulême | Wilhelm VI. Taillefer von Angoulême | Wilhelm VI. Taillefer von Angoulême |                                 |                                 |                                 |                                 |                               |                               |                               |                               |                        |                        | Margarete von Turenne  | Margarete von Turenne  | Margarete von Turenne | Margarete von Turenne | Margarete von Turenne | Margarete von Turenne |                    |                    |                        |                    |  |  |                           |                           |                           |                           | Peter I. von Courtenay    | Peter I. von Courtenay    | Peter I. von Courtenay | Peter I. von Courtenay | Peter I. von Courtenay | Peter I. von Courtenay |                        |                        |                        |                        |                    |                    |                       |                       |                       |                       | Elisabeth von Courtenay | Elisabeth von Courtenay | Elisabeth von Courtenay | Elisabeth von Courtenay | Elisabeth von Courtenay | Elisabeth von Courtenay |                   |                   |                   |                   |
|                           |                           |                           |                           |                                     |                                     |                                     |                                     |                                     |                                     |                                 |                                 |                                 |                                 |                               |                               |                               |                               |                        |                        |                        |                        |                       |                       |                       |                       |                    |                    |                        |                    |  |  |                           |                           |                           |                           |                           |                           |                        |                        |                        |                        |                        |                        |                        |                        |                    |                    |                       |                       |                       |                       |                         |                         |                         |                         |                         |                         |                   |                   |                   |                   |
|                           |                           |                           |                           |                                     |                                     |                                     |                                     |                                     |                                     |                                 |                                 | Aymar Taillefer von Angoulême   | Aymar Taillefer von Angoulême   | Aymar Taillefer von Angoulême | Aymar Taillefer von Angoulême | Aymar Taillefer von Angoulême | Aymar Taillefer von Angoulême |                        |                        |                        |                        |                       |                       |                       |                       |                    |                    |                        |                    |  |  |                           |                           |                           |                           |                           |                           |                        |                        |                        |                        |                        |                        | Alix von Courtenay     | Alix von Courtenay     | Alix von Courtenay | Alix von Courtenay | Alix von Courtenay    | Alix von Courtenay    |                       |                       |                         |                         |                         |                         |                         |                         |                   |                   |                   |                   |
|                           |                           |                           |                           |                                     |                                     |                                     |                                     |                                     |                                     |                                 |                                 | Aymar Taillefer von Angoulême   | Aymar Taillefer von Angoulême   | Aymar Taillefer von Angoulême | Aymar Taillefer von Angoulême | Aymar Taillefer von Angoulême | Aymar Taillefer von Angoulême |                        |                        |                        |                        |                       |                       |                       |                       |                    |                    |                        |                    |  |  |                           |                           |                           |                           |                           |                           |                        |                        |                        |                        |                        |                        | Alix von Courtenay     | Alix von Courtenay     | Alix von Courtenay | Alix von Courtenay | Alix von Courtenay    | Alix von Courtenay    |                       |                       |                         |                         |                         |                         |                         |                         |                   |                   |                   |                   |
|                           |                           |                           |                           |                                     |                                     |                                     |                                     |                                     |                                     |                                 |                                 |                                 |                                 |                               |                               |                               |                               |                        |                        |                        |                        |                       |                       |                       |                       |                    |                    |                        |                    |  |  |                           |                           |                           |                           |                           |                           |                        |                        |                        |                        |                        |                        |                        |                        |                    |                    |                       |                       |                       |                       |                         |                         |                         |                         |                         |                         |                   |                   |                   |                   |
|                           |                           |                           |                           |                                     |                                     |                                     |                                     |                                     |                                     |                                 |                                 |                                 |                                 |                               |                               |                               |                               |                        |                        |                        |                        |                       |                       |                       |                       |                    |                    | Isabella von Angoulême |                    |  |  |                           |                           |                           |                           |                           |                           |                        |                        |                        |                        |                        |                        |                        |                        |                    |                    |                       |                       |                       |                       |                         |                         |                         |                         |                         |                         |                   |                   |                   |                   |

## Nachkommen
Aus Isabellas erster Ehe mit König Johann von England hatte sie fünf Kinder:
- Heinrich III. (* 1. Oktober 1207; † 16. November 1272), König von England
- Richard (* 5. Januar 1209; † 2. April 1272), Earl of Cornwall, seit 1257 Römisch-deutscher König
- Johanna (* 22. Juli 1210; † 4. März 1238) ⚭ 1221 König Alexander II. von Schottland
- Isabella (* 1214; † 1. Dezember 1241) ⚭ 1235 Kaiser Friedrich II.
- Eleanor (* um 1215; † 13. April 1275)

1. ⚭ 1224 William Marshal, Earl of Pembroke (Haus Marshal)
2. ⚭ 1238 Simon de Montfort, Earl of Leicester (Haus Montfort-l'Amaury)

Aus Isabellas zweiter Ehe mit Hugo X. von Lusignan stammen folgende Kinder:
- Hugo XI. von Lusignan (* 1221; † gefallen am 6. April 1250 bei Fariskur, Ägypten), Graf von La Marche und Angoulême
- Agnes († nach dem 7. April 1269) ⚭ Guillaume II. de Chauvigny, Herr von Châteauroux
- Alix († nach dem 9. Februar 1256) ⚭ 1247 John de Warenne, 6. Earl of Surrey
- Guy († nach dem 18. Oktober 1281), Herr von Couhé und Cognac
- Geoffrey († um 1274), ⚭ 1259 Jeanne, Vizegräfin von Châtellerault
- Guillaume (genannt de Valence; † 1296), Herr von Valence, Montignac, Rançon, Bellac und Champagnac, Lord of Pembroke
- Aymer († in Paris 1259), von 1250 bis 1260 Bischof von Winchester
- Isabella († 14. Januar 1300)

1. ⚭ Maurice IV., Herr von Craon
2. ⚭ 1251 Geoffrey VI. de Rançon, Herr von Taillebourg, Seneschall des Poitou

- Marguerite († 22. Oktober 1288)

1. ⚭ 1243 Raimund VII., Graf von Toulouse
2. ⚭ Aimery IX., Vizegraf von Thouars
3. ⚭ Geoffrey V. de Châteaubriand